# Селдрайерс, Андре
Андре Селдрайерс (нидерл. André Seeldrayers, неизвестно — неизвестно) — бельгийский хоккеист (хоккей на траве), полевой игрок. Участник летних Олимпийских игр 1928 года.

## Биография
Андре Селдрайерс в 1928 году вошёл в состав сборной Бельгии по хоккею на траве на летних Олимпийских играх в Амстердаме, занявшей 4-е место. Играл в поле, провёл 5 матчей, забил 1 мяч в ворота сборной Дании.
Других данных о жизни нет.